# Sciurus pucheranii
Lo scoiattolo delle Ande (Sciurus pucheranii Fitzinger, 1867) è una specie di scoiattolo arboricolo del genere Sciurus endemica della Colombia.

## Tassonomia
Attualmente, gli studiosi riconoscono tre sottospecie di scoiattolo delle Ande:
- S. p. pucheranii Fitzinger, 1867 (Dipartimento di Cundinamarca);
- S. p. caucensis Nelson, 1899 (Dipartimento di Cauca);
- S. p. medellinensis Gray, 1867 (Dipartimento di Antioquia).

## Descrizione
Lo scoiattolo delle Ande è un tipico scoiattolo arboricolo e nelle proporzioni generali ricorda lo scoiattolo grigio orientale (Sciurus carolinensis) del Nordamerica. Tuttavia, è molto più piccolo, con un corpo lungo solo circa 14 cm e una coda di 12-16 cm. Sebbene ne siano stati misurati solo pochi esemplari, sembra che il peso si aggiri sui 100-140 g. La pelliccia, morbida e setosa, è di colore marrone-rossastro su gran parte del corpo, mentre sulle regioni inferiori si schiarisce fino a divenire giallo-grigiastra. La coda è più scura del corpo e alcuni esemplari presentano anche una caratteristica striscia lungo i fianchi e/o una macchia nera sul retro della testa. Le femmine hanno sei capezzoli.

## Distribuzione e habitat
Lo scoiattolo delle Ande abita nelle foreste pluviali montane e nelle foreste ricoperte di nebbia della Cordigliera Occidentale e della Cordigliera Centrale delle Ande colombiane, tra i 2000 e i 3300 m di quota. Vive su alberi di Cecropia, palme e felci arboree.

## Biologia
Si ritiene che lo scoiattolo delle Ande abbia abitudini diurne, ma non è mai stato studiato dettagliatamente, e sulla sua biologia non sappiamo pressoché nulla.

## Conservazione
Le notizie inerenti a questa specie sono così poche che la IUCN la inserisce tra quelle a status indeterminato.